# Okrug Hidalgo, Novi Meksiko
| Hidalgo                                                    |                               |
| Zemljovid Novog Meksika s označenim okrugom Hidalgom.      |                               |
| Zemljovid SAD s označenom saveznom državom Novim Meksikom. |                               |
| Osnovan:                                                   | 1. siječnja 1920.             |
| Sjedište:                                                  | Lordsburg                     |
| Najveće naselje:                                           | Lordsburg                     |
| Površina:                                                  | 8.925 km2                     |
| Br. stanovnika (2010.):                                    | 4.894                         |
| Kongresni okrug:                                           | 1.                            |
| Vremenska zona:                                            | Stjenjačko vrijeme: UTC-7/-6  |
| Službene stranice:                                         | http://www.hidalgocounty.org/ |

Hidalgo je okrug u američkoj saveznoj državi Novom Meksiku.

## Stanovništvo
Prema popisu stanovništva 2010., stanovnici su 42,3% bijelci, 0,6% "crnci ili afroamerikanci", 0,8% "američki Indijanci i aljaskanski domorodci", 0,5% Azijci, 0,0% Havajci ili tihooceanski otočani, 1,8% dviju ili više rasa, 11,0% ostalih rasa. Hispanoamerikanaca i Latinoamerikanaca svih rasa bilo je 56,6%.

## Vanjske poveznice
- Postal History Poštanski uredi u okrugu Hidalgu, Novi Meksiko